# Selenoteuthis
Selenoteuthis is een geslacht van inktvissen uit de  familie van de Lycoteuthidae.

## Soort
- Selenoteuthis scintillans G. L. Voss, 1959